# Straža pri Novi Cerkvi
Straža pri Novi Cerkvi – wieś w Słowenii, w gminie Vojnik. W 2018 roku liczyła 40 mieszkańców.